# Mobile home

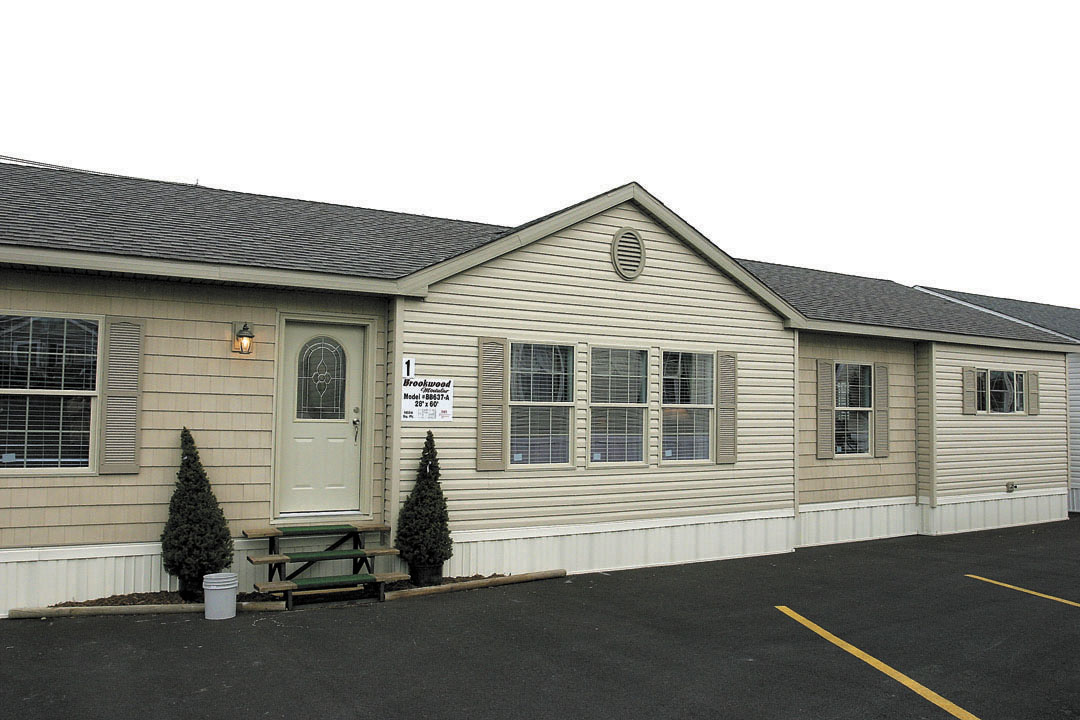
Ejemplo común de una mobile home en EE. UU.: 28x60 pies.

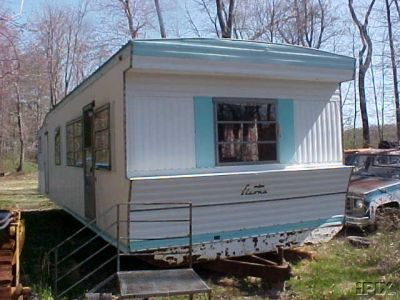
Típica mobile home de finales de los años 1960, principios de los 1970: 12x60 pies.

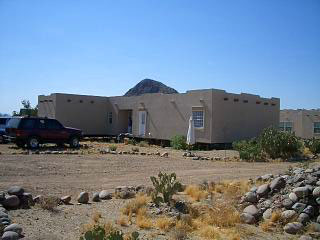
Una "triple wide" home, diseñada para parecer una casa de adobe

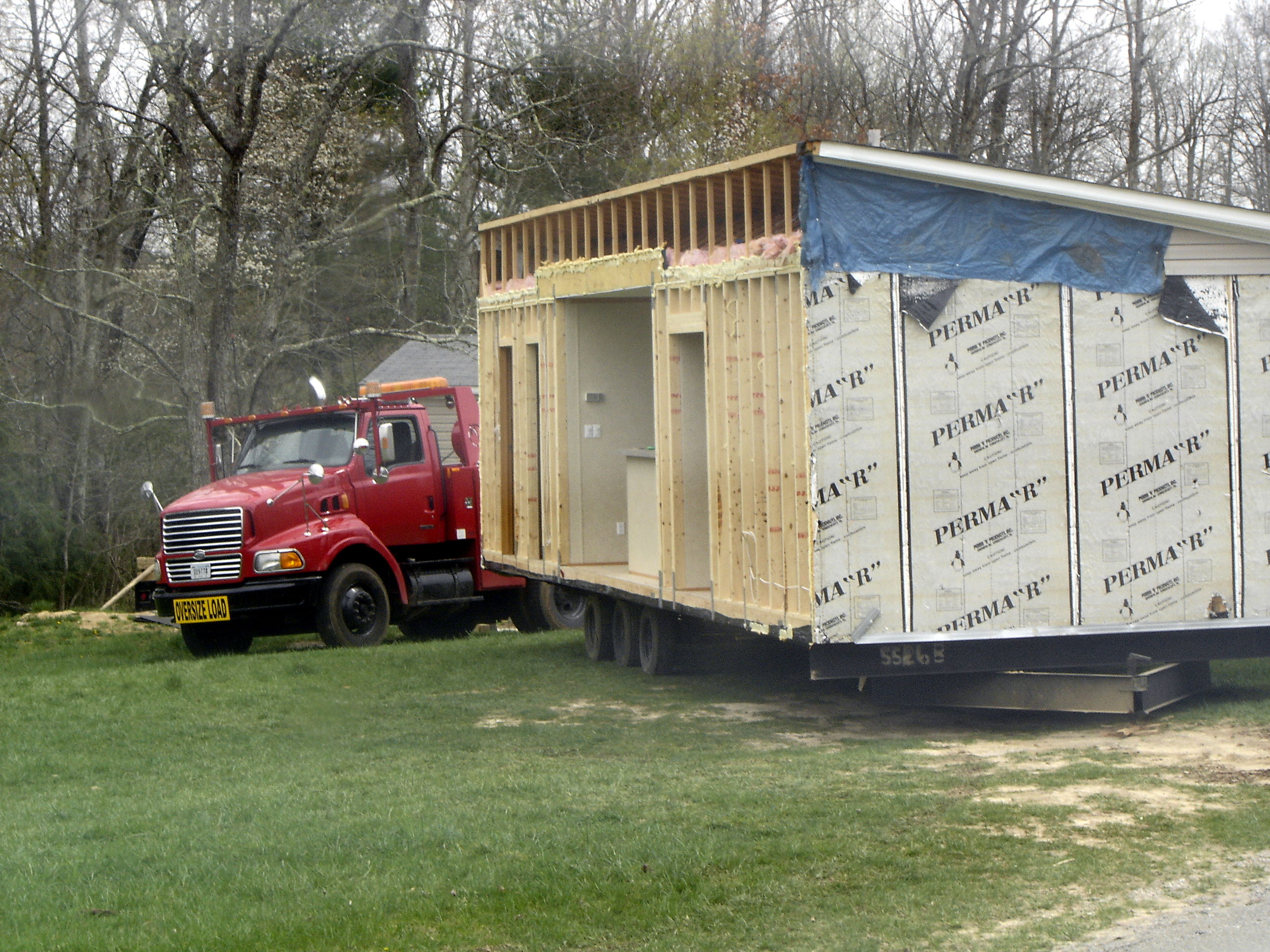
Mobile home preparada para el transporte

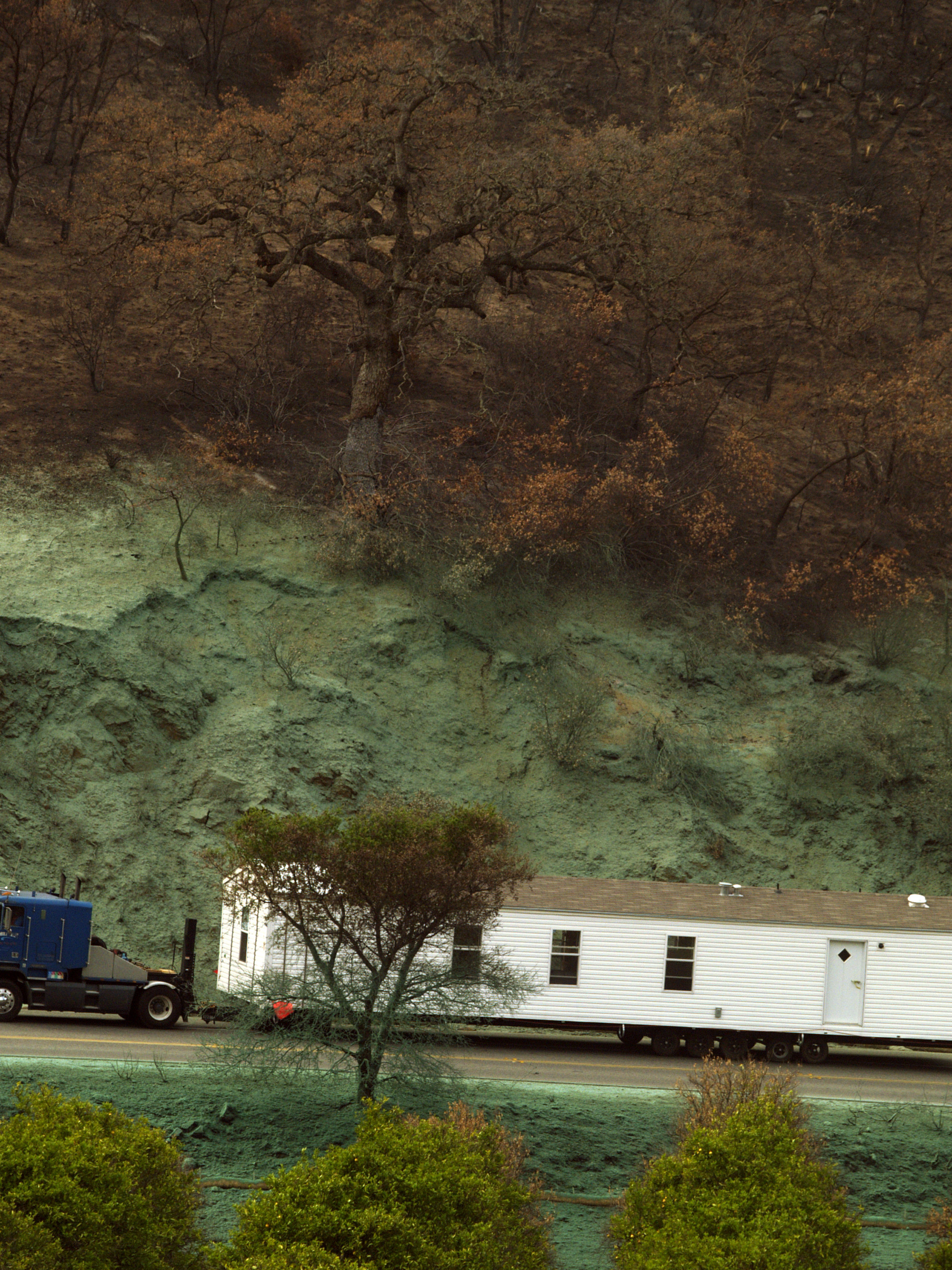
Moviendo una mobile home en California, noviembre de 2007

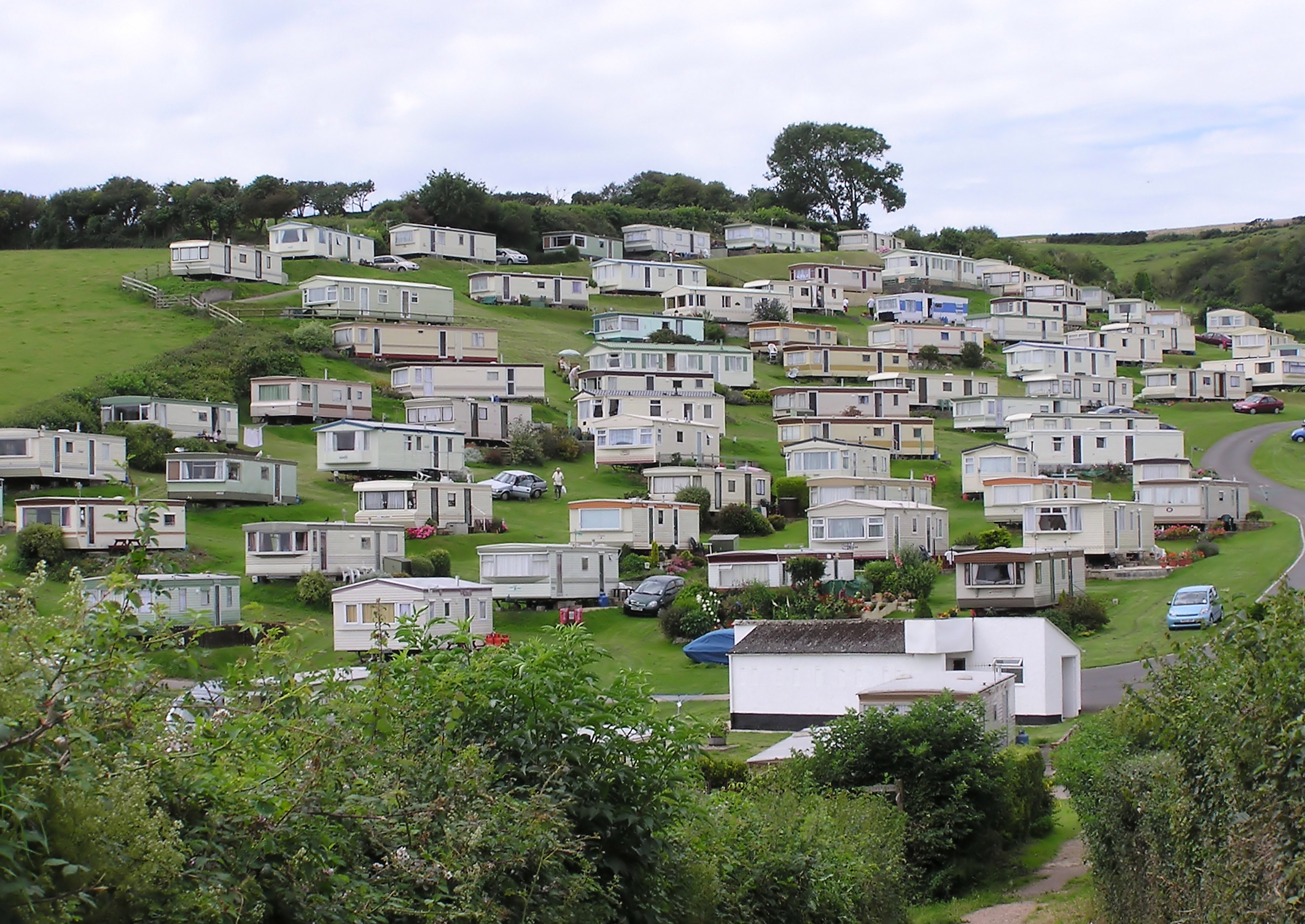
Parque de mobile homes en Beer (Devon), Inglaterra

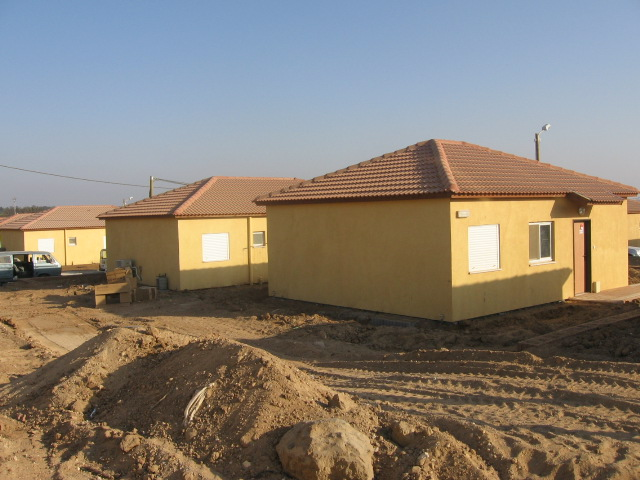
En Nitzan, Israel, 2005

Mobile homes (también llamadas trailers o house trailers en EE. UU.) o caravanas estáticas son casas prefabricadas construidas en fábricas —y no en el lugar de destino— y después llevadas al lugar donde se van a establecer.
Construidas normalmente sobre chasis permanentes con ruedas se transportan siendo tiradas por un tráiler-tractor por carretera hasta el lugar donde se establecen de forma permanente. Las mobile homes comparten los mismos orígenes históricos que las caravanas, pero hoy en día ambas son muy diferentes en tamaño y equipamiento, utilizándose las últimas como casa de vacaciones o temporal, mientras las mobile homes son auténticas viviendas; se ubican en un lugar y permanecen allí aunque mantienen la capacidad de ser transportadas íntegramente a otro lugar si es necesario. Tras la cosmética de la instalación para ocultar la base, hay marcos para remolques, ejes, ruedas y ganchos de arrastre.

## Tamaños más comunes
Las mobile homes suelen construirse generalmente en dos tamaños: ancho normal (single-wide) y ancho doble (double-wide). Las de ancho normal miden 5,5 metros (18 pies) o menos de ancho y 27 metros (90 pies) o menos de largo y pueden ser transportadas como unidad. Las de ancho doble miden unos seis metros de ancho o más por 27 metros de largo o más y deben transportarse en dos unidades separadas que se unen en el lugar de asentamiento. Existen unas terceras llamadas "triple wide" e incluso mayores, aunque no es común.
Mientras las casas construidas en el sitio, raramente se mueven, las personas propietarias de mobile homes de ancho normal suelen alquilarlas para ayudar en la compra de una vivienda nueva. Estas casas "usadas" son a su vez más tarde revendidas a nuevos propietarios. El hecho de utilizar como alquiler las de ancho normal se debe a que se transportan más fácilmente que las dobles, lo que facilita su alquiler.